# Son nom de Venise dans Calcutta désert
Son nom de Venise dans Calcutta désert è un film del 1976 diretto da Marguerite Duras.